# Bilan saison par saison de l'AS Gien football
Cet article présente le bilan saison par saison de l'Association sportive giennoise football (Loiret) depuis 1948.

## Saison après saison
| Saison    | Championnat | Championnat | Championnat | Championnat | Championnat | Championnat | Championnat | Championnat | Championnat | Championnat | Coupe de France | Entraîneurs       |
| Saison    | Division    | Class.      | Pts         | M           | V           | N           | D           | Bp          | Bc          | Diff        | Coupe de France | Entraîneurs       |
| --------- | ----------- | ----------- | ----------- | ----------- | ----------- | ----------- | ----------- | ----------- | ----------- | ----------- | --------------- | ----------------- |
| 1948-1949 | DH Centre   | 5e          | 23 pts      | 18          | 10          | 3           | 5           | 34          | 29          | +5          |                 | Robert Salamano   |
| 1949-1950 | DH Centre   | 3e          | 21 pts      | 18          | 8           | 5           | 5           | 31          | 22          | +9          |                 | Robert Salamano   |
| 1950-1951 | DH Centre   | 7e          | 22 pts      | 20          | 7           | 8           | 5           | 37          | 69          | -32         |                 | Robert Salamano   |
| 1951-1952 | DH Centre   | 4e          | 26 pts      | 22          | 12          | 2           | 8           | 65          | 47          | +18         |                 | Émile Rummelhardt |
| 1952-1953 | DH Centre   | 2e          | 33 pts      | 22          | 15          | 3           | 4           | 57          | 28          | +29         |                 | Janos Pinthse     |
| 1953-1954 | DH Centre   | 4e          | 26 pts      | 22          | 11          | 4           | 7           | 36          | 24          | +12         |                 | Janos Pinthse     |
| 1954-1955 | DH Centre   | 7e          | 20 pts      | 22          | 7           | 6           | 9           | 37          | 33          | +4          |                 | Robert Salamano   |
| 1955-1956 | DH Centre   | 3e          | 31 pts      | 24          | 13          | 5           | 6           | 61          | 43          | +18         |                 | René Samzun       |
| 1956-1957 | DH Centre   | 2e          | 32 pts      | 22          | 14          | 4           | 4           | 48          | 33          | +15         |                 | René Samzun       |
| 1957-1958 | DH Centre   | 5e          | 22 pts      | 22          | 9           | 4           | 9           | 41          | 47          | -6          |                 | René Samzun       |
| 1958-1959 | DH Centre   | 7e          | 20 pts      | 24          | 8           | 4           | 12          | 39          | 44          | -5          |                 | René Samzun       |
| 1959-1960 | DH Centre   | 5e          | 25 pts      | 22          | 10          | 5           | 7           | 38          | 31          | +7          |                 | René Samzun       |
| 1960-1961 | DH Centre   | 12e         | 14 pts      | 22          | 6           | 2           | 14          | 26          | 40          | -14         |                 | Héliodoro Delgado |

## Premier passage en national
| Saison    | Championnat       | Championnat | Championnat | Championnat | Championnat | Championnat | Championnat | Championnat | Championnat | Championnat | Coupe de France | Entraîneurs        |
| Saison    | Division          | Class.      | Pts         | M           | V           | N           | D           | Bp          | Bc          | Diff        | Coupe de France | Entraîneurs        |
| --------- | ----------------- | ----------- | ----------- | ----------- | ----------- | ----------- | ----------- | ----------- | ----------- | ----------- | --------------- | ------------------ |
| 1961-1962 | DHR Centre        | n.c.        |             |             |             |             |             |             |             |             |                 | Laszlo Mecs        |
| 1962-1963 | DH Centre         | 4e          | 26 pts      | 22          | 10          | 6           | 6           | 40          | 23          | +17         |                 | Laszlo Mecs        |
| 1963-1964 | DH Centre         | 1er         | 35 pts      | 24          | 14          | 7           | 3           | 50          | 25          | +25         |                 | Reinhold Jackstell |
| 1964-1965 | CFA Centre        | 11e         | 8 pts       | 22          | 2           | 4           | 16          | 27          | 77          | -50         |                 | Reinhold Jackstell |
| 1965-1966 | DH Centre         | 1er         | 30 pts      | 22          | 11          | 8           | 3           | 35          | 19          | +16         |                 | Ernest Vaast       |
| 1966-1967 | CFA Centre        | 10e         | 16 pts      | 22          | 4           | 8           | 10          | 23          | 38          | -15         |                 | Ernest Vaast       |
| 1967-1968 | DH Centre         | 4e          | 31 pts      | 26          | 12          | 7           | 7           | 49          | 33          | +16         |                 | Louis Lemasson     |
| 1968-1969 | DH Centre         | 3e          | 30 pts      | 22          | 11          | 8           | 3           | 36          | 21          | +15         |                 | Louis Lemasson     |
| 1969-1970 | DH Centre         | 4e          | 28 pts      | 22          | 9           | 10          | 3           | 38          | 24          | +14         | 6e tour         | Louis Lemasson     |
| 1970-1971 | DH Centre         | 2e          | 35 pts      | 22          | 16          | 3           | 3           | 44          | 20          | +24         |                 | Yvon Gob           |
| 1971-1972 | DH Centre         | 1er         | 33 pts      | 22          | 14          | 5           | 3           | 43          | 13          | +30         |                 | Yvon Gob           |
| 1972-1973 | Division 3 Centre | 10e         | 30 pts      | 30          | 10          | 10          | 10          | 40          | 39          | +1          |                 | Yvon Gob           |
| 1973-1974 | Division 3 Centre | 7e          | 29 pts      | 30          | 10          | 9           | 11          | 37          | 36          | +1          |                 | Yvon Gob           |
| 1974-1975 | Division 3 Centre | 16e         | 20 pts      | 30          | 6           | 8           | 16          | 28          | 66          | -38         |                 | Pierre Duport      |
| 1975-1976 | DH Centre         | 1er         | 54 pts      | 22          | 13          | 6           | 3           | 47          | 20          | +27         |                 | Jean-pierre Viala  |
| 1976-1977 | Division 3 Centre | 15e         | 13 pts      | 30          | 4           | 5           | 21          | 28          | 71          | -43         |                 | Jean-pierre Viala  |
| 1977-1978 | DH Centre         | 4e          | 52 pts      | 22          | 13          | 4           | 5           | 30          | 20          | +10         |                 | Jean-pierre Viala  |
| 1978-1979 | Division 4 Gr. F  | 11e         | 21 pts      | 26          | 7           | 7           | 12          | 27          | 37          | -10         |                 | Yvon Gob           |
| 1979-1980 | Division 4 Gr. F  | 14e         | 8 pts       | 26          | 2           | 4           | 20          | 19          | 71          | -52         |                 | Yvon Gob           |

## Second passage en national
| Saison    | Championnat      | Championnat | Championnat | Championnat | Championnat | Championnat | Championnat | Championnat | Championnat | Championnat | Coupe de France | Entraîneurs             |
| Saison    | Division         | Class.      | Pts         | M           | V           | N           | D           | Bp          | Bc          | Diff        | Coupe de France | Entraîneurs             |
| --------- | ---------------- | ----------- | ----------- | ----------- | ----------- | ----------- | ----------- | ----------- | ----------- | ----------- | --------------- | ----------------------- |
| 1980-1981 | DH Centre        | 6e          | 44 pts      | 22          | 8           | 6           | 8           | 25          | 34          | -9          |                 | Bernard Maccio          |
| 1981-1982 | DH Centre        | 6e          | 46 pts      | 22          | 8           | 8           | 6           | 26          | 21          | +5          |                 | Bernard Maccio          |
| 1982-1983 | DH Centre        | 10e         | 41 pts      | 22          | 7           | 5           | 10          | 30          | 37          | -7          |                 | Bernard Maccio          |
| 1983-1984 | DH Centre        | 9e          | 42 pts      | 22          | 5           | 10          | 7           | 28          | 35          | -7          |                 | Bernard Maccio          |
| 1984-1985 | DH Centre        | 5e          | 46 pts      | 22          | 8           | 8           | 6           | 30          | 25          | +5          |                 | Bernard Maccio          |
| 1985-1986 | DH Centre        | 5e          | 45 pts      | 22          | 8           | 7           | 7           | 50          | 42          | +8          |                 | Jean-Pierre Destrumelle |
| 1986-1987 | DH Centre        | 8e          | 42 pts      | 22          | 7           | 6           | 9           | 32          | 35          | -3          |                 | Jean-Pierre Destrumelle |
| 1987-1988 | DH Centre        | 1er         | 54 pts      | 22          | 13          | 6           | 3           | 40          | 27          | +13         |                 | Jean-Pierre Destrumelle |
| 1988-1989 | Division 4 Gr. F | 12e         | 20 pts      | 26          | 6           | 8           | 12          | 33          | 52          | -19         |                 | Jean-Pierre Destrumelle |
| 1989-1990 | Division 4 Gr. F | 14e         | 14 pts      | 26          | 5           | 4           | 17          | 24          | 71          | -47         |                 | Josip Zatela            |
| 1990-1991 | DH Centre        | 2e          | 56 pts      | 22          | 16          | 2           | 4           | 51          | 21          | +30         |                 | Josip Zatela            |
| 1991-1992 | DH Centre        | 2e          | 47 pts      | 20          | 10          | 7           | 3           | 37          | 16          | +21         |                 | Josip Zatela            |
| 1992-1993 | DH Centre        | 1er         | 58 pts      | 22          | 17          | 2           | 3           | 70          | 22          | +48         |                 | Josip Zatela            |
| 1993-1994 | National 3 Gr. E | 10e         | 22 pts      | 26          | 8           | 6           | 12          | 41          | 52          | -11         |                 | Josip Zatela            |
| 1994-1995 | National 3 Gr. E | 12e         | 22 pts      | 26          | 7           | 8           | 11          | 30          | 45          | -15         |                 | Josip Zatela            |
| 1995-1996 | National 3 Gr. E | 9e          | 33 pts      | 26          | 8           | 9           | 9           | 29          | 35          | -6          |                 | Josip Zatela            |
| 1996-1997 | National 3 Gr. F | 13e         | 23 pts      | 26          | 5           | 8           | 13          | 23          | 38          | -15         |                 | Josip Zatela            |
| 1997-1998 | DH Centre        | 7e          | 59 pts      | 26          | 9           | 6           | 11          | 25          | 36          | -11         |                 | Josip Zatela            |
| 1998-1999 | DH Centre        | 12e         | 52 pts      | 26          | 5           | 11          | 10          | 25          | 35          | -10         |                 | Josip Zatela            |
| 1999-2000 | DH Centre        | 13e         | 50 pts      | 26          | 6           | 6           | 14          | 18          | 34          | -16         |                 | Josip Zatela            |
| 2000-2001 | DH Centre        | 6e          | 60 pts      | 26          | 7           | 13          | 6           | 24          | 24          | 0           |                 | Josip Zatela            |
| 2001-2002 | DH Centre        | 11e         | 54 pts      | 26          | 7           | 7           | 12          | 29          | 42          | -13         |                 |                         |
| 2002-2003 | DH Centre        | 12e         | 56 pts      | 26          | 8           | 6           | 12          | 32          | 38          | -6          |                 |                         |
| 2003-2004 | DH Centre        | 13e         | 46 pts      | 26          | 6           | 4           | 16          | 38          | 50          | -12         |                 |                         |
| 2004-2005 | DH Centre        | 6e          | 59 pts      | 26          | 9           | 6           | 11          | 40          | 51          | -11         |                 |                         |
| 2005-2006 | DH Centre        | 14e         | 42 pts      | 26          | 4           | 4           | 18          | 27          | 71          | -44         |                 |                         |

## Chute en départemental
| Saison    | Championnat | Championnat | Championnat | Championnat | Championnat | Championnat | Championnat | Championnat | Championnat | Championnat |
| Saison    | Division    | Class.      | Pts         | M           | V           | N           | D           | Bp          | Bc          | Diff        |
| --------- | ----------- | ----------- | ----------- | ----------- | ----------- | ----------- | ----------- | ----------- | ----------- | ----------- |
| 2006-2007 | DHR Centre  | 9e          | 46 pts      | 22          | 7           | 3           | 12          | 25          | 35          | -10         |
| 2007-2008 | DHR Centre  |             |             |             |             |             |             |             |             |             |
| 2008-2009 | DHR Centre  | 3e          | 61 pts      | 22          | 11          | 6           | 5           | 37          | 26          | +11         |
| 2009-2010 | DHR Centre  | 8e          | 54 pts      | 24          | 9           | 3           | 12          | 42          | 42          | 0           |
| 2010-2011 | DHR Centre  | 12e         | 38 pts      | 22          | 4           | 4           | 14          | 23          | 46          | -23         |